# Grant Williams (rugby à XV)
Pour les articles homonymes, voir Grant Williams et Williams.

a Compétitions nationales et continentales officielles uniquement.

b Matchs officiels uniquement.
Dernière mise à jour le 16 août 2025.
Grant Williams, né le 22 juillet 1996 à Paarl (Afrique du Sud), est un joueur international sud-africain de rugby à XV évoluant principalement au poste de demi de mêlée aux Sharks.
En 2023, il remporte la Coupe du monde avec les Springboks.

## Biographie
Grant Williams naît le 22 juillet 1996 à Paarl en Afrique du Sud. Durant sa jeunesse, il étudie au Paarl Gimnasium. En 2017, il arrive à Durban où il joue d'abord avec le College Rovers.
L'année suivante, il est retenu par la franchise des Sharks à la suite de la blessure de Louis Schreuder. Cette année-là, il fait alors ses débuts professionnels en Super Rugby face aux Lions. Toujours en 2018, il joue également pour la province des Natal Sharks en Currie Cup, où il remporte la compétition même s'il ne dispute pas la finale, et en Rugby Challenge.
Après des prestations convaincantes en province lors de la Currie Cup 2021, où son équipe termine finaliste, il est sélectionné pour la première fois en août 2021 avec l'Afrique du Sud afin de disputer le Rugby Championship.
Cependant, il doit attendre l'été 2022 pour fêter sa première cape internationale à l'occasion d'une rencontre contre le pays de Galles,.
Lors de la saison 2022-2023, il réalise un bon exercice avec les Sharks en inscrivant dix essais en seize matchs, dont douze en tant que titulaire, en United Rugby Championship et est nommé dans l'équipe-type de la compétition à son poste de demi de mêlée.
Lors de l'été 2023, il est sélectionné pour disputer le Rugby Championship et préparer la Coupe du monde. À l'occasion de la troisième journée du Rugby Championship, il connaît sa première titularisation en équipe nationale contre l'Argentine, cependant celle-ci tourne court, il est obligé de sortir du terrain au bout de seulement dix secondes de jeu après une collision avec Juan Cruz Mallía. Début août, il fait partie du groupe final des sélectionnés pour la Coupe du monde. Durant la compétition, il est exclusivement utilisé lors de trois rencontres de la phase de poule où il est placé au poste inhabituel d'ailier grâce à ses qualités de vitesse lors de ses deux titularisations,,. Il inscrit notamment un doublé lors de la large victoire 76 à 0 contre la Roumanie. Par la suite, ses coéquipiers battent la Nouvelle-Zélande en finale et il est sacré champion du monde.
En février 2024, il signe une prolongation de contrat jusqu'en 2027 avec les Sharks.

## Palmarès

### En province
- Vainqueur de la Currie Cup en 2018 avec les Natal Sharks.
- Finaliste de la Currie Cup en 2021 avec les Natal Sharks.

### En équipe nationale
- Vainqueur de la Coupe du monde en 2023 avec l'Afrique du Sud.

### Distinctions personnelles
- Membre de l'équipe-type du United Rugby Championship en 2023.